# Барецци, Маргерита
Маргери́та Баре́цци (итал. Margherita Barezzi), в замужестве Ве́рди (Verdi; 4 мая 1814, Буссето — 18 июня 1840, Милан) — первая жена итальянского композитора Джузеппе Верди.

## Биография

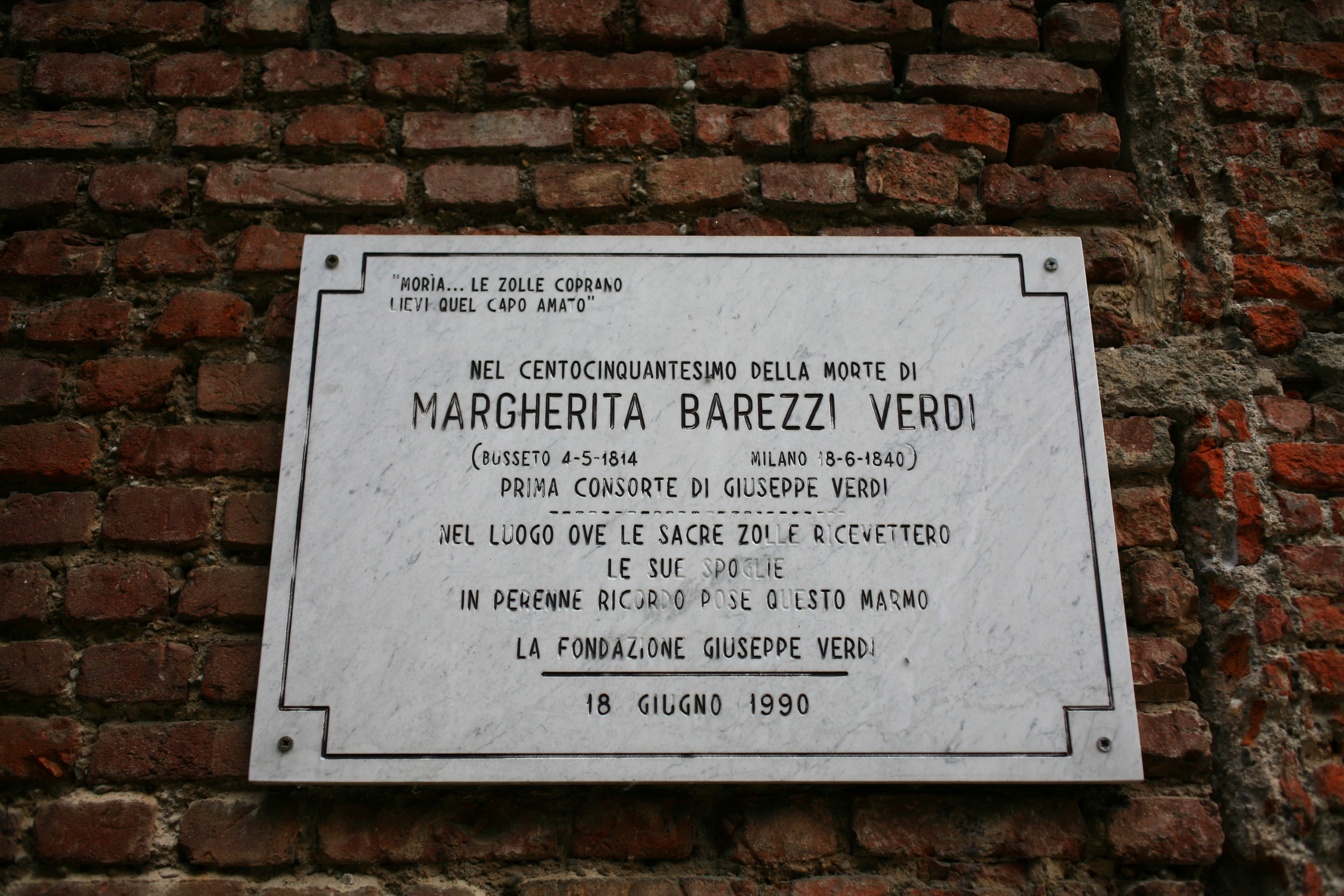
Мемориальная доска на кладбище Фоппонино-ди-Порта-Верчеллина в Милане

Маргерита Барецци родилась 4 мая 1814 года в небольшом североитальянском городке Буссето. Она была старшей дочерью предпринимателя и мецената Антонио Барецци, который первым обратил внимание на музыкальный талант юного Джузеппе Верди и всячески помогал ему. Маргерита познакомилась с Джузеппе около 1828 года, когда обоим было по 16 лет. Чуть позднее Антонио нанял начинающего музыканта для того, чтобы учить свою дочь пению и игре на фортепиано. Постепенно между молодыми людьми вспыхнули чувства. Однако, в 1832 году Верди отправился учиться в Милан и их отношения на несколько лет прервались.
В июле 1835 года, окончив обучение, Верди вернулся в родной Буссето. 5 марта 1836 года благодаря связям Антонио Барецци ему было предоставлено место учителя музыки и органиста в местной церкви. 16 апреля того же года Верди и Маргерита обручились, а 4 мая поженились. В течение трёх лет они оставались в Буссето, за это время у Маргериты родилось двое детей: 26 марта 1837 года — дочь Вирджиния, а 11 июля 1838 года — сын Ичилио. Однако, оба ребёнка умерли в возрасте чуть больше одного года: 12 августа 1838 года — Вирджиния, а 22 октября 1839 года — Ичилио.
6 февраля 1839 года Верди вместе с женой и маленьким сыном Ичилио переехал в Милан, надеясь покорить тогдашнюю оперную столицу мира. Признание приходит к Верди далеко не сразу, несмотря на финансовую помощь отца Маргериты, семья мучается от постоянного безденежья. Чтобы помочь мужу в его начинаниях и добыть хоть какие-то деньги для жизни, Маргерита заложила все имевшиеся у неё золотые украшения. Смерть второго ребёнка подкосила здоровье молодой женщины. К лету 1840 года её здоровье сильно ухудшилось. 18 июня Маргерита умерла от энцефалита в присутствии своего отца Антонио и мужа Джузеппе. Ей было всего 26 лет. Через несколько дней её прах был захоронен на миланском кладбище Фоппонино-ди-Порта-Верчеллина.

## Память
- 26 мая 1979 года в бывшем доме семьи Барецци в Буссето открылась мемориальная комната в память о проживавшем здесь когда-то Джузеппе Верди, а 10 апреля 2001 года весь дом был превращён в «Музей Барецци»[12].
- 18 июня 1990 года, в 150-ю годовщину со дня смерти Маргериты Барецци на стене церкви вблизи не существующего более миланского кладбища Фоппонино-ди-Порта-Верчеллина Фондом Джузеппе Верди была открыта мемориальная доска в её память[1].